# Cantonul Beaumont-sur-Oise
Cantonul Beaumont-sur-Oise este un canton din arondismentul Pontoise, departamentul Val-d'Oise, regiunea Île-de-France, Franța.

## Comune
- Beaumont-sur-Oise (reședință)
- Bernes-sur-Oise
- Bruyères-sur-Oise
- Champagne-sur-Oise
- Mours
- Nointel
- Persan
- Ronquerolles